# Liste der Lieder von Demi Lovato
Diese Liste der Lieder von Demi Lovato führt alle Musiktitel auf, bei denen die US-amerikanische Person Demi Lovato mitgewirkt hat. Die Lieder sind alphabetisch sortiert. Eventuelle Akustik-, Live- oder Remix-Versionen ihrer Lieder werden nicht gelistet.

## #
| Lied        | Autoren | Album                                              | Jahr |
| ----------- | --- | -------------------------------------------------- | ---- |
| 15 Minutes  | Demi Lovato, Bianca Atterberry, Gregory Aldea Hein, Justin Tranter, Warren "Oak" Felder, Trevor David Brown, William Zaire Simmons | Dancing with the Devil... the Art of Starting Over | 2021 |
| 29          | Demi Lovato, Warren "Oak" Felder, Alex Niceforo, Keith "Ten4" Sorrells, Laura Veltz, Sean Douglas                                  | Holy Fvck                                          | 2022 |
| 4 Ever 4 Me | Demi Lovato, Warren "Oak" Felder, Alex Niceforo, Keith "Ten4" Sorrells, Laura Veltz, Mitch Allan, Susan Joyce                      | Holy Fvck                                          | 2022 |

## A
| Lied                                             | Autoren | Album                                              | Jahr |
| ------------------------------------------------ | --- | -------------------------------------------------- | ---- |
| Aftershock                                       | Amy Pearson, Leah Haywood, Daniel James | Unbroken                                           | 2011 |
| All Night Long (feat. Missy Elliott & Timbaland) | Demi Lovato, Melissa Elliott (Missy Elliott), Timothy Mosley (Timbaland), Jim Beanz, Jerome Harmon, Lyrica Anderson, Nire, Garland Mosley, J. Angel | Unbroken                                           | 2011 |
| Anyone                                           | Demi Lovato, Bibi Bourelly, Eyelar Mirzazadeh, Jay Moon, Sam Roman, Dayyon Alexander                                                                | Dancing with the Devil... the Art of Starting Over | 2020 |
| Avalanche (Nick Jonas feat. Demi Lovato)         | Nick Jonas, T.J. Routon, Joseph Kirkland, Jason Dean, Michel Heyaca                                                                                 | Nick Jonas                                         | 2014 |

## B
| Lied                                  | Autoren | Album                                              | Jahr |
| ------------------------------------- | --- | -------------------------------------------------- | ---- |
| Back Around                           | Demi Lovato, Nick Jonas, Joe Jonas, Kevin Jonas                                                                       | Don’t Forget                                       | 2008 |
| Behind Enemy Lines                    | Demi Lovato, Nick Jonas, Joe Jonas, Kevin Jonas                                                                       | Don’t Forget                                       | 2008 |
| Believe in Me                         | Demi Lovato, John Fields, Kara DioGuardi                                                                              | Don’t Forget                                       | 2008 |
| Body Say                              | Demi Lovato, Simon Wilcox, Nolan Lambroza                                                                             | kein Album                                         | 2016 |
| Bones                                 | Demi Lovato, Warren "Oak" Felder, Alex Niceforo, Keith "Ten4" Sorrells, Emily Armstrong, Siouxsie Medley, Sean Friday | Holy Fvck                                          | 2022 |
| Bounce (mit Jonas Brothers & Big Rob) | | kein Album                                         | 2009 |
| Brand New Day                         | | Camp Rock 2: The Final Jam                         | 2010 |
| Breakdown (G-Eazy feat. Demi Lovato)  | Demi Lovato, Caroline Pennell, Dakari Gwitira, Gerald Gillum, Jay Stolar, Mick Coogan, Sean Myer                      | —                                                  | 2021 |
| Butterfly                             | Demi Lovato, Caroline Pennell, Lauren Aquilina, Marcus Andersson                                                      | Dancing with the Devil... the Art of Starting Over | 2021 |

## C
| Lied                | Autoren | Album                                              | Jahr |
| ------------------- | --- | -------------------------------------------------- | ---- |
| California Sober    | Demi Lovato, Caroline Pennell, Lauren Aquilina, Marcus Andersson, Warren "Oak" Felder, Alex Niceforo, Sam Homaee, Jon Wienner, Keith Sorrells | Dancing with the Devil... the Art of Starting Over | 2021 |
| Can’t Back Down     | Tim James, Antonina Armato, Tom Sturges | Camp Rock 2: The Final Jam                         | 2010 |
| Carefully           | Caroline Pennell, Lauren Aquilina, Marcus Andersson                                                                                           | Dancing with the Devil... the Art of Starting Over | 2021 |
| Catch Me            | Demi Lovato | Here We Go Again                                   | 2009 |
| Change You          | Michael Woods, Kevin White, Trey Campbell, Chloe Angelides                                                                                    | Dancing with the Devil... the Art of Starting Over | 2021 |
| City of Angels      | Demi Lovato, Warren "Oak" Felder, Alex Niceforo, Keith "Ten4" Sorrells, Mitch Allan, Jutes, Salem Ilese Davern                                | Holy Fvck                                          | 2022 |
| Come Together       | Demi Lovato, Warren "Oak" Felder, Alex Niceforo, Keith "Ten4" Sorrells, Laura Veltz, Sean Douglas                                             | Holy Fvck                                          | 2022 |
| Commander In Chief  | Demi Lovato, Eren Cannata, Justin Tranter, Julia Michaels, Finneas                                                                            | –                                                  | 2020 |
| Concentrate         | Shum, Alexander, Burney, Tressler, Lovato | Tell Me You Love Me                                | 2017 |
| Confident           | Demi Lovato, Max Martin, Savan Kotecha, Ilya Salmanzadeh                                                                                      | Confident                                          | 2015 |
| Cool for the Summer | Demi Lovato, Kotecha, Martin, Alexander Kronlund, Ali Payami                                                                                  | Confident                                          | 2015 |
| Cry Baby            | Lovato, Parks, Angelides, Bao, Sanderson, Hissink                                                                                             | Tell Me You Love Me                                | 2017 |

## D
| Lied                   | Autoren                                                                                        | Album                                              | Jahr |
| ---------------------- | ---------------------------------------------------------------------------------------------- | -------------------------------------------------- | ---- |
| Daddy Issues           | Demi Lovato, Felder, Simmons, Douglas                                                          | Tell Me You Love Me                                | 2017 |
| Dancing with the Devil | Demi Lovato, Mitch Allan, Bianca "Blush" Atterberry, John Ho                                   | Dancing with the Devil... the Art of Starting Over | 2021 |
| Dead Friends           | Demi Lovato, Warren "Oak" Felder, Alex Niceforo, Keith "Ten4" Sorrells, Laura Veltz, Sam Ellis | Holy Fvck                                          | 2022 |
| Different Summers      | Jamie Houston                                                                                  | Camp Rock 2: The Final Jam                         | 2010 |
| Don’t Forget           | Demi Lovato, Nick Jonas, Joe Jonas, Kevin Jonas                                                | Don’t Forget                                       | 2008 |

## E
| Lied                               | Autoren                                                                                            | Album                                              | Jahr |
| ---------------------------------- | -------------------------------------------------------------------------------------------------- | -------------------------------------------------- | ---- |
| Easy (mit Noah Cyrus)              | Taylor Goldsmith, Madison Love, Simon Wilcox, Matthew Bair                                         | Dancing with the Devil... the Art of Starting Over | 2021 |
| Eat Me (feat. Royal & the Serpent) | Demi Lovato, Warren "Oak" Felder, Alex Niceforo, Keith "Ten4" Sorrells, Laura Veltz, Ryan Santiago | Holy Fvck                                          | 2022 |
| Échame La Culpa (mit Luis Fonsi)   | Luis Fonsi, Alejandro Rengifo, Mauricio Rengifo, Andrés Torres                                     | Vida                                               | 2017 |
| Everything You’re Not              | Toby Gad, Lindy Robbins, Demi Lovato                                                               | Here We Go Again                                   | 2009 |
| Every Time You Lie                 | Jon McLaughlin, John Fields, Demi Lovato                                                           | Here We Go Again                                   | 2009 |

## F
| Lied                                                      | Autoren | Album            | Jahr |
| --------------------------------------------------------- | --- | ---------------- | ---- |
| Falling Over Me                                           | Jon McLaughlin, Demi Lovato, John Fields                                                                               | Here We Go Again | 2009 |
| Fall In Line (mit Christina Aguilera)                     | Christina Aguilera, Audra Mae, Jon Bellion, Jonathan "Jonny" Simpson, Mark Williams, Raul Cubina                       | Liberation       | 2018 |
| Father                                                    | Demi Lovato, Laleh Pourkarim                                                                                           | Confident        | 2015 |
| Feed                                                      | Demi Lovato, Warren "Oak" Felder, Alex Niceforo, Keith "Ten4" Sorrells, Laura Veltz, Daniel Tashian, JT Daly           | Holy Fvck        | 2022 |
| Fiimy (Fuck It, I Miss You) (mit Winnetka Bowling League) | Demi Lovato, Matthew Koma                                                                                              | Pulp             | 2022 |
| Fire Starter                                              | Jarrad "Jaz" Rogers, Lindy Robbins, Julia Michaels                                                                     | Demi             | 2013 |
| Fix a Heart                                               | Emanuel Kiriakou, Priscilla Renea                                                                                      | Unbroken         | 2011 |
| For the Love of a Daughter                                | Demi Lovato, William Beckett                                                                                           | Unbroken         | 2011 |
| For You                                                   | Johan Carlsson, Dalton Grant, Susan Catanzaro                                                                          | Confident        | 2015 |
| Freak (feat. Yungblud)                                    | Demi Lovato, Warren "Oak" Felder, Alex Niceforo, Keith "Ten4" Sorrells, Laura Veltz, Michael Pollack, Dominic Harrison | Holy Fvck        | 2022 |

## G
| Lied                    | Autoren | Album                                              | Jahr |
| ----------------------- | --- | -------------------------------------------------- | ---- |
| Games                   | Lovato, Felder, Brown, Simmons, Douglas                                                                       | Tell Me You Love Me                                | 2017 |
| Get Back                | Demi Lovato, Nick Jonas, Joe Jonas, Kevin Jonas                                                               | Don’t Forget                                       | 2008 |
| Gift of a Friend        | Adam Watts, Andy Dodd, Demi Lovato                                                                            | Here We Go Again                                   | 2009 |
| Give Your Heart a Break | Joshua Alexander, Billy Steinberg                                                                             | Unbroken                                           | 2011 |
| Gonna Get Caught        | Demi Lovato, Nick Jonas, Joe Jonas, Kevin Jonas                                                               | Don’t Forget                                       | 2008 |
| Good Place              | Demi Lovato, Julia Michaels, Justin Tranter, Eren Cannata                                                     | Dancing with the Devil... the Art of Starting Over | 2021 |
| Got Dynamite            | Gary Clark, E. Kidd Bogart, Victoria Horn                                                                     | Here We Go Again                                   | 2009 |
| Gray                    | Michael Woods, Warren "Oak" Felder, Trevor David Brown, William Zaire Simmons, Caroline Ailin, Justin Tranter | Dancing with the Devil... the Art of Starting Over | 2021 |

## H
| Lied             | Autoren | Album                                 | Jahr |
| ---------------- | --- | ------------------------------------- | ---- |
| Happy Ending     | Demi Lovato, Warren "Oak" Felder, Alex Niceforo, Keith "Ten4" Sorrells, Laura Veltz, Jutes, Mitch Allan               | Holy Fvck                             | 2022 |
| Heart Attack     | Mitch Allan, Jason Evigan, Sean Douglas, Nikki Williams, Aaron Phillips, Demi Lovato                                  | Demi                                  | 2013 |
| Heart By Heart   | | The Mortal Instruments: City of Bones | 2013 |
| Heaven           | Demi Lovato, Warren "Oak" Felder, Alex Niceforo, Keith "Ten4" Sorrells, Laura Veltz, Aaron Puckett                    | Holy Fvck                             | 2022 |
| Help Me          | Demi Lovato, Warren "Oak" Felder, Alex Niceforo, Keith "Ten4" Sorrells, Emily Armstrong, Siouxsie Medley, Sean Friday | Holy Fvck                             | 2022 |
| Here We Go Again | Isaac Hasson, Lindy Robbins, Mher Filian                                                                              | Here We Go Again                      | 2009 |
| Hitchhiker       | Shum, Alexander, Burney, Tressler, Howard, Lovato                                                                     | Tell Me You Love Me                   | 2017 |
| Hold Up          | Demi Lovato, Leah Haywood, Daniel James, Ross Golan                                                                   | Unbroken                              | 2011 |
| Holy Fvck        | Demi Lovato, Warren "Oak" Felder, Alex Niceforo, Keith "Ten4" Sorrells, Laura Veltz, Salem Ilese Davern               | Holy Fvck                             | 2022 |

## I
| Lied                                                     | Autoren | Album                                                                         | Jahr |
| -------------------------------------------------------- | --- | ----------------------------------------------------------------------------- | ---- |
| I Believe (DJ Khaled feat. Demi Lovato)                  | Khaled Khaled, Demi Lovato, Denisia "Blu June" Andrews, Brittany Coney                                                 | A Wrinkle In Time                                                             | 2018 |
| ICU (Madison's Lullabye)                                 | Demi Lovato, Bianca Atterberry, Philip Cornish                                                                         | Dancing with the Devil... the Art of Starting Over                            | 2021 |
| I Hate You, Don't Leave Me                               | Demi Lovato, E. Kidd Bogart, Goldstein, Kiriakou                                                                       | Demi                                                                          | 2013 |
| I Love Me                                                | Demi Lovato, Anne-Marie Nicholson, Jennifer Decilveo, Alex Niceforo, Sean Douglas, Keith Sorrells, Warren "Oak" Felder |                                                                               | 2020 |
| I'm Ready (Sam Smith feat. Demi Lovato)                  | Sam Smith, Demi Lovato, Ilya Salmanzadeh, Savan Kotecha, Peter Svensson                                                | Love Goes                                                                     | 2020 |
| I'm Sorry                                                | Ryan Vojtesak, Chloe Angelides                                                                                         | Dancing with the Devil... the Art of Starting Over                            | 2021 |
| In Case                                                  | Jake Schmugge, Emanuel Kiriakou, Priscilla Renea                                                                       | Demi                                                                          | 2013 |
| In Real Life                                             | William James McAuley III, Lindsey Ray                                                                                 | Unbroken                                                                      | 2011 |
| Instruction (Jax Jones feat. Demi Lovato & Stefflon Don) | Uzoechi Emenike, Stephanie Allen, Demi Lovato, Timucin Aluo                                                            | Snacks                                                                        | 2017 |
| In the Mirror                                            | Jörgen Elofsson | Eurovision Song Contest: The Story of Fire Saga (Music from the Netflix Film) | 2020 |
| Irresistible (mit Fall Out Boy)                          | Pete Wentz, Patrick Stump, Joe Trohman, Andy Hurley                                                                    | American Beauty/American Psycho                                               | 2015 |
| It’s Not Too Late                                        | Andy Dodd, Adam Watts                                                                                                  | Camp Rock 2: The Final Jam                                                    | 2010 |
| It’s On (mit Camp Rock 2: The Final Jam-Cast)            | Lyrica Anderson, Kovasciar Myvette, Toby Gad                                                                           | Camp Rock 2: The Final Jam                                                    | 2010 |
| I Will Survive                                           | Freddie Perren, Dino Fekaris                                                                                           | Angry Birds OST                                                               | 2016 |

## K
| Lied                           | Autoren                                                        | Album     | Jahr |
| ------------------------------ | -------------------------------------------------------------- | --------- | ---- |
| Kingdom Come (mit Iggy Azalea) | Demi Lovato, Julia Michaels, Steve Mac, Amethyst, Amelia Kelly | Confident | 2015 |

## L
| Lied                                           | Autoren | Album                                              | Jahr |
| ---------------------------------------------- | --- | -------------------------------------------------- | ---- |
| La La Land                                     | Demi Lovato, Nick Jonas, Joe Jonas, Kevin Jonas                                                                            | Don’t Forget                                       | 2008 |
| Let It Go                                      | Demi Lovato, Walt Disney                                                                                                   | -                                                  | 2013 |
| Lightweight                                    | Timothy Mosley, Jim Beanz, Frankie Storm, Garland Mosley, Shanna Crooks                                                    | Unbroken                                           | 2011 |
| Lionheart                                      | Steve Mac, Ina Wroldsen | Confident                                          | 2015 |
| Lonely (mit Lil Wayne)                         | Dwayne Carter, Dijon McFarlane, Sarah Aarons                                                                               | Tell Me You Love Me                                | 2017 |
| Lonely Hearts (Remix) (JoJo feat. Demi Lovato) | Joanna Levesque, Elizabeth Lowell Boland, Merna Bishouty, Martin McKinney, Dylan Wiggins                                   | Good to Know                                       | 2020 |
| Lonely People                                  | Demi Lovato, Caroline Pennell, Justin Tranter, Billy Walsh, Warren "Oak" Felder, Trevor David Brown, William Zaire Simmons | Dancing with the Devil... the Art of Starting Over | 2021 |
| Lo Que Soy (This Is Me Spanish Version)        | Adam Watts, Andy Dodd | Camp Rock                                          |      |

## M
| Lied                                                  | Autoren                                                                                         | Album                                              | Jahr |
| ----------------------------------------------------- | ----------------------------------------------------------------------------------------------- | -------------------------------------------------- | ---- |
| Made in the USA                                       | Demi Lovato, Jonas Jeberg, Evigan, Corey Chorus, Blair Perkins                                  | Demi                                               | 2013 |
| Mad World                                             | Roland Orzabal                                                                                  | Dancing with the Devil... the Art of Starting Over | 2021 |
| Magical (mit Wilmer Valderrama)                       | Sia Furler, Chris Braide                                                                        | Charming                                           | 2018 |
| Make a Wave                                           | Jeff Peabody, Scott Krippayne                                                                   | kein Album                                         | 2009 |
| Melon Cake                                            | Demi Lovato, Julia Michaels, Justin Tranter, Eren Cannata                                       | Dancing with the Devil... the Art of Starting Over | 2021 |
| Me, Myself and Time                                   | Antonina Armato, Tim James, Devrim Karaoglu                                                     | Sonny with a Chance                                | 2010 |
| Met Him Last Night (feat. Ariana Grande)              | Ariana Grande, Albert Stanaj, Thomas Lee "Tommy" Brown, Courageous Xavier Herrera               | Dancing with the Devil... the Art of Starting Over | 2021 |
| Mistake                                               | Leah Haywood, Daniel James, Shelly Peiken                                                       | Unbroken                                           | 2011 |
| Monsters (All Time Low feat. Demi Lovato & Blackbear) | Andrew Goldstein, Alex Gaskarth, Demi Lovato, Jack Barakat, Kevin Fisher, Matthew Musto         | —                                                  | 2020 |
| Mr. Hughes                                            | Demi Lovato, J. Carlsson                                                                        | Confident                                          | 2015 |
| My Girlfriends Are My Boyfriend (feat. Saweetie)      | Demi Lovato, Diamonté Harper, Madison Love, Michael Pollack, Andrew Wansel, Warren "Oak" Felder | Dancing with the Devil... the Art of Starting Over | 2021 |
| My Love Is Like a Star                                | Toby Gad, James Morrison                                                                        | Unbroken                                           | 2011 |
| My Reputation (Jeezy feat. Demi Lovato & Lil Duval)   | Joanna Levesque, Elizabeth Lowell Boland, Merna Bishouty, Martin McKinney, Dylan Wiggins        | The Recession 2                                    | 2020 |

## N
| Lied                                        | Autoren                                                                        | Album | Jahr |
| ------------------------------------------- | ------------------------------------------------------------------------------ | ----- | ---- |
| Neon Lights                                 | Demi Lovato, Anne Preven, Matt Radosevich, Felicia Barton                      | Demi  | 2013 |
| Never Been Hurt                             | Demi Lovato, Ali Tamposi, Evigan, Jordan Johnson, Marcus Lomax, Stefan Johnson | Demi  | 2013 |
| Nightingale                                 | Demi Lovato, Mario Marchetti, Tiffany Vartanyan, Ryan Tedder, Noel Zancanella  | Demi  | 2013 |
| No Promises (Cheat Codes feat. Demi Lovato) | Demi Lovato, Trevor Dahl, Lauv, Loote                                          | —     | 2017 |

## O
| Lied                                           | Autoren                                                                   | Album                                              | Jahr |
| ---------------------------------------------- | ------------------------------------------------------------------------- | -------------------------------------------------- | ---- |
| OK Not to Be OK (Marshmello feat. Demi Lovato) | Demi Lovato, Gregory Hein, James Gutch, James Nicholas Bailey, Marshmello | Dancing with the Devil... the Art of Starting Over | 2020 |
| Old Ways                                       | Olivia Waithe, Jason Evigan, Scott Hoffman                                | Confident                                          | 2015 |
| One and the Same (mit Selena Gomez)            | Michael Kotch, Colleen Fitzpatrick, Dave Derby                            | Disney Channel Playlist                            | 2009 |
| Only Forever                                   | Lovato, Felder, Douglas, Juber, Gad                                       | Tell Me You Love Me                                | 2017 |
| On the Line (feat. Jonas Brothers)             | Demi Lovato, Nick Jonas, Joe Jonas, Kevin Jonas                           | Don’t Forget                                       | 2008 |
| Our Time Is Here                               | Tim James, Antonina Armato                                                | Camp Rock                                          | 2008 |

## P
| Lied  | Autoren                                      | Album        | Jahr |
| ----- | -------------------------------------------- | ------------ | ---- |
| Party | Demi Lovato, John Fields, Robert Schwartzman | Don’t Forget | 2008 |

## Q
| Lied  | Autoren                                | Album            | Jahr |
| ----- | -------------------------------------- | ---------------- | ---- |
| Quiet | Scott Cutler, Anne Preven, Demi Lovato | Here We Go Again | 2009 |

## R
| Lied                                    | Autoren                                                        | Album                                | Jahr |
| --------------------------------------- | -------------------------------------------------------------- | ------------------------------------ | ---- |
| Rascacielo (Skyscraper Spanish Version) | Toby Gad, Kerli Kõiv, Lindy Robbins                            | Unbroken                             | 2011 |
| Ready For Ya                            | Lovato, Lambroza, Wilcox, Nick Jonas                           | Tell Me You Love Me (Target Edition) | 2017 |
| Really Don't Care (mit Cher Lloyd)      | Demi Lovato, Carl Falk, Rami Yacoub, Savan Kotecha, Cher Lloyd | Demi                                 | 2013 |
| Remember December                       | John Fields, Demi Lovato, Anne Preven                          | Here We Go Again                     | 2009 |
| Ruin The Friendship                     | Lovato, Zmishlany, Amaradio, Angelides                         | Tell Me You Love Me                  | 2017 |

## S
| Lied                                                            | Autoren                                                                                            | Album                                              | Jahr |
| --------------------------------------------------------------- | -------------------------------------------------------------------------------------------------- | -------------------------------------------------- | ---- |
| Send It On (mit Miley Cyrus, Selena Gomez & den Jonas Brothers) | Adam Anders, Nikki Hassman, Peer Åström                                                            | Send It On Digital EP                              | 2009 |
| Sexy Dirty Love                                                 | Lovato, Felders, Brown, Simmons                                                                    | Tell Me You Love Me                                | 2017 |
| Shouldn't Come Back                                             | Demi Lovato, Yacoub, Falk, Kotecha                                                                 | Demi                                               | 2013 |
| Skin of My Teeth                                                | Demi Lovato, Warren "Oak" Felder, Alex Niceforo, Keith "Ten4" Sorrells, Laura Veltz, Aaron Puckett | Holy Fvck                                          | 2022 |
| Skyscraper                                                      | Toby Gad, Kerli Kõiv, Lindy Robbins                                                                | Unbroken                                           | 2011 |
| Smoke & Mirrors                                                 | Lovato, Abraham, Aarons                                                                            | Tell Me You Love Me (Target Edition)               | 2017 |
| Sober                                                           | Demi Lovato, Mark Landon, Tushar Apte, Sam Roman                                                   | –                                                  | 2018 |
| So Far, So Great                                                | Aris Archontis, Chen Neeman, Jeannie Lurie                                                         | Sonny with a Chance                                | 2010 |
| Solo                                                            | Scott Cutler, Anne Preven, Demi Lovato                                                             | Here We Go Again                                   | 2009 |
| Solo (Clean Bandit feat. Demi Lovato)                           | Grace Chatto, Jack Patterson, Camille Purcell, Fred Gibson                                         | What Is Love?                                      | 2018 |
| Somebody to You (The Vamps feat. Demi Lovato)                   | Carl Falk, Savan Kotecha, Kristian Lundin                                                          | Meet The Vamps                                     | 2014 |
| Something That We're Not                                        | Lovato, Andrew Goldstein, Kiriakou, Kotecha                                                        | Demi                                               | 2013 |
| Sorry Not Sorry                                                 | Demi Lovato, Sean Douglas, Oak Felders, Brown, Simmons                                             | Tell Me You Love Me                                | 2017 |
| Stars                                                           | Demi Lovato, Rami Yacoub, Carl Falk, Kotecha, Kronlund                                             | Confident                                          | 2015 |
| Still Have Me                                                   | Demi Lovato, Chloe Angelides, Sean Myer                                                            | —                                                  | 2020 |
| Stone Cold                                                      | Demi Lovato, Laleh Pourkarim, Gustaf Thörn                                                         | Confident                                          | 2015 |
| Stop the World                                                  | Nick Jonas, Demi Lovato, P. J. Bianco                                                              | Here We Go Again                                   | 2009 |
| Substance                                                       | Demi Lovato, Warren "Oak" Felder, Alex Niceforo, Keith "Ten4" Sorrells, Laura Veltz, Jutes         | Holy Fvck                                          | 2022 |
| Sunset                                                          | Demi Lovato, Bianca Atterberry, Michael Pollack, Trevor David Brown, William Zaire Simmons         | Dancing with the Devil... the Art of Starting Over | 2021 |

## T
| Lied                                  | Autoren | Album                                              | Jahr |
| ------------------------------------- | --- | -------------------------------------------------- | ---- |
| Tell Me You Love Me                   | John Hill, Kirby Lauryen, Ajay Bhattacharya                                                                                   | Tell Me You Love Me                                | 2017 |
| That’s How You Know (Amy-Adams-Cover) | Alan Menken, Stephen Schwartz                                                                                                 | Disneymania 6                                      | 2008 |
| The Art of Starting Over              | Demi Lovato, Caroline Pennell, Warren "Oak" Felder, Trevor David Brown, William Zaire Simmons                                 | Dancing with the Devil... the Art of Starting Over | 2021 |
| The Kind of Lover I Am                | Demi Lovato, Julia Michaels, Caroline Pennell, Justin Tranter, Warren "Oak" Felder, Trevor David Brown, William Zaire Simmons | Dancing with the Devil... the Art of Starting Over | 2021 |
| The Middle                            | Kara DioGuardi, John Fields, Jason Reeves                                                                                     | Don’t Forget                                       | 2008 |
| The Way You Don't Look at Me          | Demi Lovato, Julia Michaels, Caroline Pennell, Justin Tranter, Jussi Ilmari Karvinen, Eren Cannata                            | Dancing with the Devil... the Art of Starting Over | 2021 |
| This Is Me                            | Adam Watts, Andy Dodd | Camp Rock                                          | 2008 |
| This Is Our Song                      | Adam Watts, Andy Dodd | Camp Rock 2: The Final Jam                         | 2010 |
| Together (mit Jason Derulo)           | Demi Lovato, Timothy Mosley, Jim Beanz, Lyrica Anderson, Tiyon Mack, Garland Mosley                                           | Unbroken                                           | 2011 |
| Trainwreck                            | Demi Lovato | Don’t Forget                                       | 2008 |
| Two Pieces                            | Livvi Franc, Allan, Evigan | Demi                                               | 2013 |
| Two Worlds Collide                    | Demi Lovato, Nick Jonas, Joe Jonas, Kevin Jonas                                                                               | Don’t Forget                                       | 2008 |

## U
| Lied                         | Autoren                                                                    | Album             | Jahr |
| ---------------------------- | -------------------------------------------------------------------------- | ----------------- | ---- |
| U Got Nothing on Me          | Isaac Hasson, Mher Filian, Demi Lovato                                     | Here We Go Again  | 2009 |
| Unbroken                     | Demi Lovato, Leah Haywood, Daniel James                                    | Unbroken          | 2011 |
| Unforgettable (Tommy's Song) | Demi Lovato, Warren "Oak" Felder, Sarah Aarons, Pop Wansel                 | —                 | 2021 |
| Until You’re Mine            | Adam Watts, Andy Dodd                                                      | Don’t Forget      | 2008 |
| Up (mit Olly Murs)           | Wayne Hector, Daniel Davidsen, Maegan Cottone, Peter Wallevik, Mich Hansen | Never Been Better | 2014 |

## W
| Lied                                                        | Autoren                                                                                           | Album                                              | Jahr |
| ----------------------------------------------------------- | ------------------------------------------------------------------------------------------------- | -------------------------------------------------- | ---- |
| Waitin' For You (mit Sirah)                                 | Demi Lovato, Michaels, Evigan, Mac, Sara Mitchell                                                 | Confident                                          | 2015 |
| Warrior                                                     | Demi Lovato, Goldstein, Kiriakou, Robbins                                                         | Demi                                               | 2013 |
| Wasted                                                      | Demi Lovato, Warren "Oak" Felder, Alex Niceforo, Keith "Ten4" Sorrells, Laura Veltz, Sean Douglas | Holy Fvck                                          | 2022 |
| We’ll Be a Dream (mit We the Kings)                         | Travis Clark                                                                                      | Smile Kid                                          | 2009 |
| We Rock (mit Camp Rock-Cast)                                | Kara DioGuardi, Greg Wells                                                                        | Camp Rock                                          | 2008 |
| What Other People Say (Sam Fischer & Demi Lovato)           | Demi Lovato, Sam Fischer, Geoff Warburton, Ryan Williamson                                        | Dancing with the Devil... the Art of Starting Over | 2021 |
| Who Will I Be                                               | Robbie Nevil, Matthew Gerrard                                                                     | Camp Rock                                          | 2008 |
| Wildfire                                                    | Ryan Tedder, Nicole Morier, Tor Erik Hermansen, Mikkel Storleer Eriksen                           | Confident                                          | 2015 |
| Without a Fight (Brad Paisley feat. Demi Lovato)            | Brad Paisley, Kelley Lovelace, Lee Thomas Miller                                                  | —                                                  | 2016 |
| Without the Love                                            | Demi Lovato, Matt Squire, Roy Battle, Freddy Wexler                                               | Demi                                               | 2013 |
| World of Chances                                            | John Mayer, Demi Lovato                                                                           | Here We Go Again                                   | 2009 |
| Wouldn’t Change a Thing (feat. Joe Jonas/Stanfour)          | Peer Astrom, Nikki Hassman, Adam Anders                                                           | Camp Rock 2: The Final Jam                         | 2010 |
| What We Came Here For (mit Camp Rock 2: The Final Jam-Cast) | Jamie Houston                                                                                     | Camp Rock 2: The Final Jam                         | 2010 |
| What to Do                                                  | Jeannie Lurie, Aris Archontis, Chen Neeman                                                        | Sonny with a Chance                                | 2010 |
| Work of Art                                                 | Adam Anders, Nikki Hasman, Pam Sheyne                                                             | Sonny with a Chance                                | 2010 |
| Who’s That Boy (feat. Dev)                                  | Devin Tailes, Ryan Tedder, Noel Zancanella                                                        | Unbroken                                           | 2011 |
| Why Don't You Love Me? (Hot Chelle Rae feat. Demi Lovato)   | Nash Overstreet, Martin Johnson                                                                   | Whatever                                           | 2011 |

## Y
| Lied                                    | Autoren                                    | Album                      | Jahr |
| --------------------------------------- | ------------------------------------------ | -------------------------- | ---- |
| Yes                                     | Demi Lovato, Laleh Pourkarim               | Confident                  | 2015 |
| You Don't Do It For Me Anymore          | Lovato, Jeberg, Angelides, Wilson, Wong    | Tell Me You Love Me        | 2017 |
| You're My Favorite Song (mit Joe Jonas) | Jeannie Lurie, Chen Neeman, Aris Archontis | Camp Rock 2: The Final Jam | 2010 |
| You’re My Only Shorty (feat. Iyaz)      | Antonina Armato, Tim James                 | Unbroken                   | 2011 |